# 알바니아 국립도서관

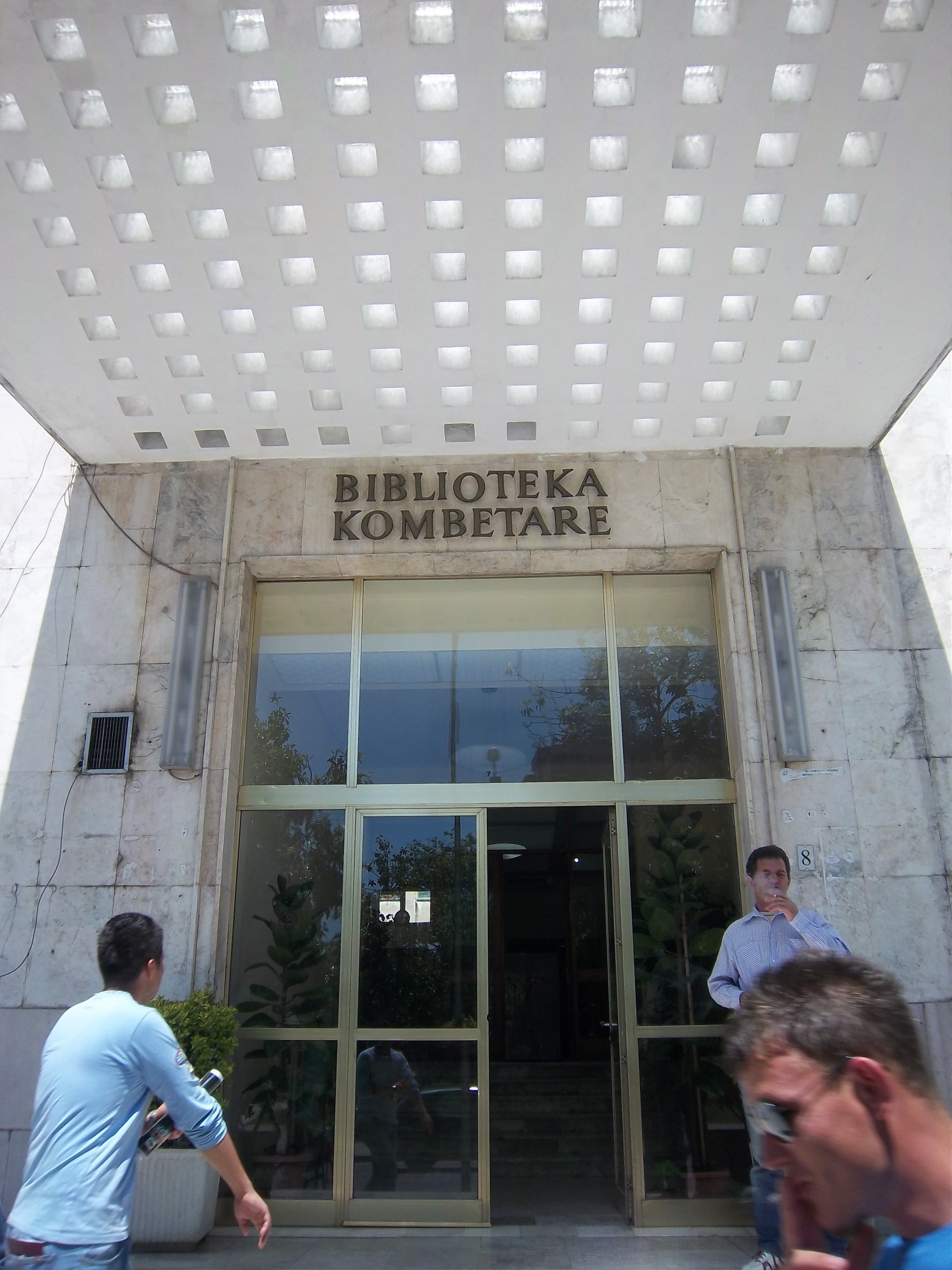
알바니아 국립도서관

알바니아 국립도서관(알바니아어: Biblioteka Kombëtare)은 알바니아 티라나에 위치한 도서관이다.